# Skrifter utgivna av Svenska litteratursällskapet i Finland

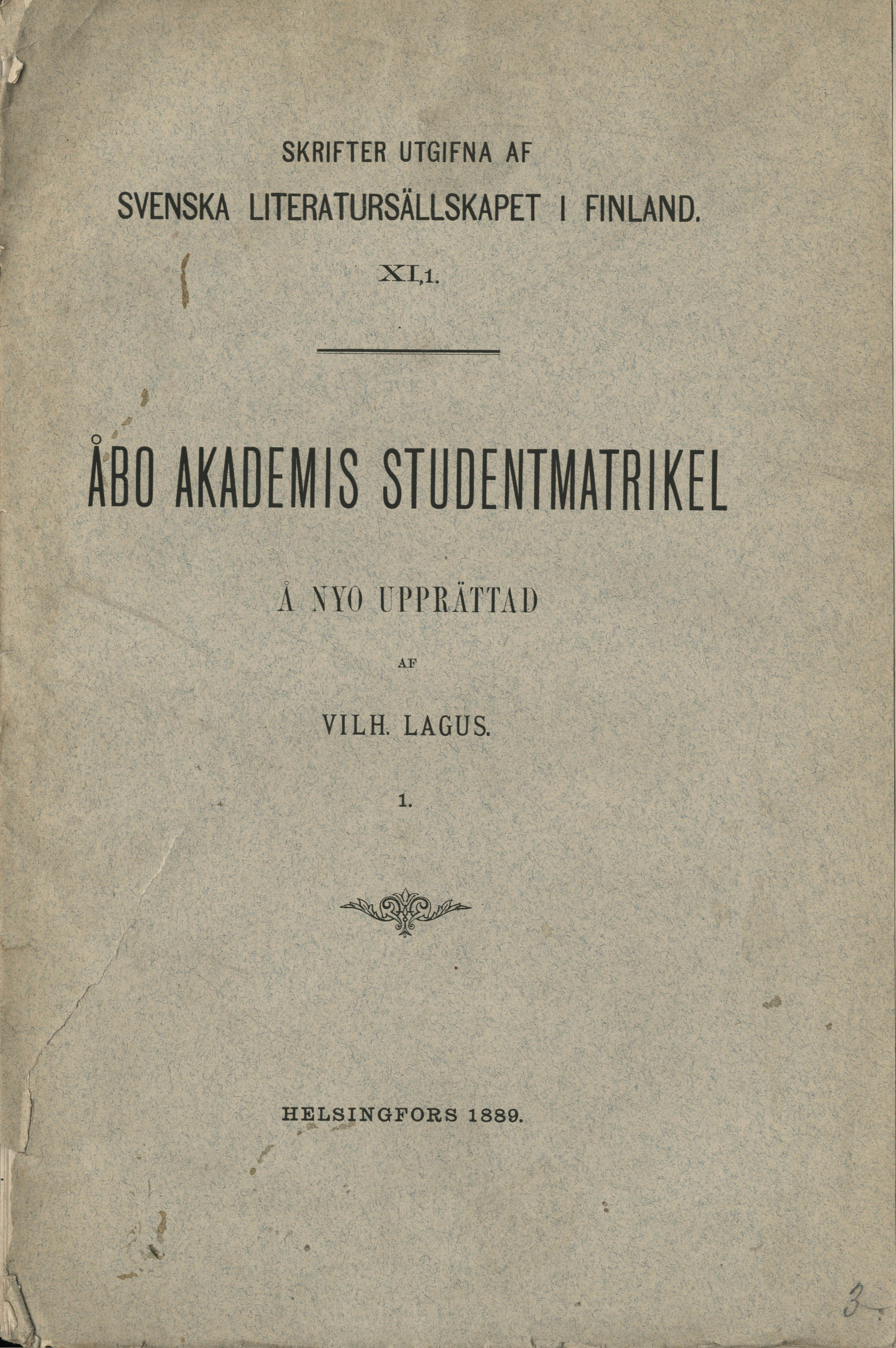

Skrifter utgivna av Svenska litteratursällskapet i Finland (förkortat SSLS eller SSLF) är en skriftserie utgiven sedan 1886 av Svenska litteratursällskapet i Finland (SLS). Huvudserien hade år 2023 nått skriftnummer 872. Huvudserien har flera underskriftserier med egna teman och egen numrering. Flera av verken har digitaliserats och gjorts fritt tillgängliga vid Finlands nationalbibliotek.
Enligt SLS utgivningspolicy granskas verken enligt det internationella vetenskapssamfundets kvalitativa och etiska krav. Vid sidan om huvudserien ger SLS även ut serien SLS Varia sedan år 2018 som granskas enligt SLS interna fastställda kriterier.

## Underserier och teman
Inom huvudserien finns flera underserier med egen numrering och egna teman.
Ett urval av de officiella underskrifterserierna med första och senaste utgivningsåret samt senaste ordningsnummer:   
- Biografiskt lexikon för Finland, 2008–2011, 4. Biografier.
- Finlands svenska folkdiktning, 1917–1975, 8.[8][9] Behandlar finlandssvenskar.
- Folklivsstudier, 1945–2015, 23.[10][11] Behandlar etnologi, folkloristik och finlandssvenskar.
- Folkloristiska och etnografiska studier, 1916–1934, 5.[12][13] Behandlar etnologi, folkloristik och finlandssvenskar.
- Förhandlingar och uppsatser, 1886–1951, 26.[14] Behandlar Svenska litteratursällskapet i Finlands verksamhet.
- Historiska och litteraturhistoriska studier, 1925–2023, 98.[15][16] Behandlar finlandssvensk litteratur och Finlands historia.
- Levnadsteckningar, 1955-1991, 12.[17][18] Biografier över t.ex. Hugo Pipping, Emma Irene Åström och Carl Axel Nordman.
- Samlade skrifter av Johan Ludvig Runeberg, 1933–2005, 20.[19][20] Behandlar Johan Ludvig Runebergs liv och verk samt inverkan.
- Släktbok: 1912–2009, 4:1–2.[21][22] Beskriver släkter, t.ex. Appelberg, Federley, Hartwall, Roos, Sohlberg, Tallqvist, Wegelius och Zilliacus.
- Studier i nordisk filologi, 1910–2015, 86.[23][24] Behandlar nordistik och nordiskt språk.
- Zacharias Topelius Skrifter, 2010–2022, 21.[25][26] Behandlar Zacharias Topelius liv och verk samt inverkan.

Majoriteten av huvudseriens verk faller utanför underserierna. Ett exempel av dessa är Pehr Kalms böcker över hans resor till Nordamerika på 1700-talet.

## Serien SLS Varia
Vid sidan om SSLS ger SLS även ut serien SLS Varia sedan 2018. Första verket i serien är Dikter i urval av Zacharias Topelius. Seriens publikationer är av annan karaktär än huvudserien och granskas internt inom SLS enligt fastställda kriterier, i motsats till SSLS huvudserie som granskas enligt internationella vetenskapssamfunds kvalitativa och etiska krav.

## Enskilda verk
Ett urval av enskilda verk
- Biografiskt lexikon för Finland, 2008-2011, webbutgåva
- Skärgårdsnamn, 1989, del 558 i serien